# NGC 428
NGC 428 (również PGC 4367 lub UGC 763) – magellaniczna galaktyka spiralna z poprzeczką (SBm), znajdująca się w gwiazdozbiorze Wieloryba. Odkrył ją William Herschel 20 grudnia 1786 roku.
W galaktyce tej zaobserwowano do tej pory jedną supernową – SN 2013ct.